# Barruecopardo
Barruecopardo é um município da Espanha na província de Salamanca, comunidade autónoma de Castela e Leão, de área 24,24 km² com população de 512 habitantes (2007) e densidade populacional de 21,12 hab./km².

## Demografia
| Variação demográfica do município entre 1991 e 2004 | Variação demográfica do município entre 1991 e 2004 | Variação demográfica do município entre 1991 e 2004 | Variação demográfica do município entre 1991 e 2004 |
| --------------------------------------------------- | --------------------------------------------------- | --------------------------------------------------- | --------------------------------------------------- |
| 1991                                                | 1996                                                | 2001                                                | 2004                                                |
| 681                                                 | 606                                                 | 571                                                 | 534                                                 |